# VHDL
VHDL es un lenguaje de especificación definido por el IEEE (Institute of Electrical and Electronics Engineers) (ANSI/IEEE 1076-1993) utilizado para describir circuitos digitales y para la automatización de diseño electrónico, a estos lenguajes se les suele llama lenguajes de descripción de hardware. 
VHDL es acrónimo proveniente de la combinación de dos acrónimos: VHSIC (Very High Speed Integrated Circuit) y HDL (Hardware Description Language). Aunque puede ser usado de forma general para describir cualquier circuito digital se usa principalmente para programar PLD (Programable Logic Device - Dispositivo Lógico Programable), FPGA (Field Programmable Gate Array), ASIC y similares.
Originalmente, el lenguaje VHDL fue desarrollado por el departamento de defensa de los Estados Unidos a inicios de los años 80 basado en el lenguaje de programación ADA con el fin de simular circuitos eléctricos digitales. Posteriormente se desarrollaron herramientas de síntesis e implementación en hardware a partir de los archivos VHD. 
Otros métodos para diseñar circuitos son la captura de esquemas (con herramientas CAD) y los diagramas de bloques, pero estos no son prácticos en diseños complejos. Otros lenguajes para el mismo propósito, pero con un nivel de abstracción superior son Verilog y ABEL.

## Formas de describir un circuito
Dentro del VHDL hay varias formas con las que se puede diseñar el mismo circuito y es tarea del diseñador elegir la más apropiada.
- Funcional o comportamental: Se describe la forma en que se comporta el circuito digital, se tiene en cuenta solo las características del circuito respecto al comportamiento de las entradas y las salidas. Esta es la forma que más se parece a los lenguajes de software ya que la descripción puede ser secuencial, además de combinar características concurrentes. Estas sentencias secuenciales se encuentran dentro de los llamados procesos en VHDL. Los procesos son ejecutados en paralelo entre sí, y en paralelo con asignaciones concurrentes de señales y con las instancias a otros componentes.

- Flujo de datos: Se describen asignaciones concurrentes (en paralelo) de señales.

- Estructural: Se describe el circuito con instancias de componentes. Estas instancias forman un diseño de jerarquía superior, al conectar los puertos de estas instancias con las señales internas del circuito, o con puertos del circuito de jerarquía superior. Es la recomendada cuando el diseño digital se vuelve complejo o está conformado por múltiples bloques de hardware.

- Mixta: combinación de todas o algunas de las anteriores.

En VHDL también existen formas metódicas para el diseño de máquinas de estados, filtros digitales, bancos de pruebas etc.

## Secuencia de diseño
El flujo de diseño de un sistema podría ser:
- División del diseño principal en módulos separados. La modularidad es uno de los conceptos principales de todo diseño. Normalmente se diferencia entre dos metodologías de diseño: top-down y bottom-up. La metodología top-down consiste en que un diseño complejo se divide en diseños más sencillos que se puedan diseñar (o describir) más fácilmente. La metodología bottom-up consiste en construir un diseño complejo a partir de módulos, ya diseñados, más simples. En la práctica, un diseño usa generalmente ambas metodologías.
- Entrada de diseños, pueden usarse diversos métodos tal como se vio anteriormente.
- Simulación funcional, es decir, comprobaremos que lo escrito en el punto anterior realmente funciona como queremos, si no lo hace tendremos que modificarlo. En este tipo de simulación se comprueba que el código VHDL o Verilog (u otro tipo de lenguaje HDL) ejecuta correctamente lo que se pretende.
- Síntesis. En este paso se adapta el diseño anterior (que sabemos que funciona) a un hardware en concreto, ya sea una FPGA o un ASIC. Hay sentencias del lenguaje que no son sintetizables, como por ejemplo divisiones o exponenciaciones con números no constantes. El hecho de que no todas las expresiones en VHDL sean sintetizables es que el VHDL es un lenguaje genérico para modelado de sistemas (no sólo para diseño de circuitos digitales), por lo que hay expresiones que no pueden ser transformadas a circuitos digitales. Durante la síntesis se tiene en cuenta la estructura interna del dispositivo, y se definen restricciones, como la asignación de pines. El sintetizador optimiza las expresiones lógicas con objeto de que ocupen menor área, o bien son eliminadas las expresiones lógicas que no son usadas por el circuito.
- Simulación post-síntesis. En este tipo de simulación se comprueba que el sintetizador ha realizado correctamente la síntesis del circuito, al transformar el código HDL en bloques lógicos conectados entre sí. Este paso es necesario ya que, a veces, los sintetizadores producen resultados de síntesis incorrectos, o bien realiza simplificaciones del circuito al optimizarlo.
- Ubicación y enrutamiento. El proceso de ubicación consiste en situar los bloques digitales obtenidos en la síntesis de forma óptima, de forma que aquellos bloques que se encuentran muy interconectados entre sí se sitúen próximamente. El proceso de enrutamiento consiste en interconectar adecuadamente los bloques entre sí, intentando minimizar retardos de propagación para maximizar la frecuencia máxima de funcionamiento del dispositivo.
- Anotación final. Una vez ha sido completado el proceso de ubicación y enrutamiento, se extraen los retardos de los bloques y sus interconexiones, con objeto de poder realizar una simulación temporal (también llamada simulación post-layout). Estos retardos son anotados en un fichero SDF (Standard Delay Format) que asocia a cada bloque o interconexión un retardo mínimo/típico/máximo.
- Simulación temporal. A pesar de la simulación anterior puede que el diseño no funcione cuando se programa, una de las causas puede ser por los retardos internos del chip. Con esta simulación se puede comprobar, y si hay errores se tiene que volver a uno de los anteriores pasos.
- Programación en el dispositivo. Se implementa el diseño en el dispositivo final y se comprueba el resultado.

## Procedimiento de diseño
El primer paso del diseño consiste en la construcción del diagrama en bloque del sistema. En diseños complejos como en software los programas son generalmente jerárquicos y VHDL ofrece un buen marco de trabajo para definir los módulos que integran el sistema y sus interfaces, dejando los detalles para pasos posteriores.
El segundo paso es la elaboración del código en VHDL para cada módulo, para sus interfaces y sus detalles internos. Como el VHDL es un lenguaje basado en texto, se puede utilizar cualquier editor para esta tarea, aunque el entorno de los programas de VHDL incluye su propio editor de texto.
Después de que se ha escrito algún código se hace necesario compilarlo. El compilador de VHDL analiza este código y determina los errores de sintaxis y chequea la compatibilidad entre módulos. Crea toda la información necesaria para la simulación.
El próximo paso es la simulación, la cual le permite establecer los estímulos a cada módulo y observar su respuesta. El VHDL da la posibilidad de crear bancos de prueba que automáticamente aplica entradas y compara las salidas con las respuestas deseadas. La simulación es un paso dentro del proceso de verificación. El propósito de la simulación es verificar que el circuito trabaja como se desea, es decir es más que comparar entradas y salidas. En proyectos complejos se hace necesario invertir un gran tiempo en generar pruebas que permitan evaluar el circuito en un amplio rango de operaciones de trabajo. Encontrar errores en este paso del diseño es mejor que al final, en donde hay que repetir entonces una gran cantidad de pasos del diseño. Hay dos dimensiones a verificar:
- Su comportamiento funcional, en donde se estudia su comportamiento lógico independiente de consideraciones de tiempo, como las demoras en las compuertas.
- Su verificación en el tiempo, en donde se incluyen las demoras de las compuertas y otras consideraciones de tiempo, como los tiempos de establecimiento (set-up time) y los tiempos de mantenimiento (hold time).

Después de la verificación se está listo para entrar en la fase final del diseño. La naturaleza y herramientas en esta fase dependen de la tecnología, pero hay tres pasos básicos.
El primero es la síntesis, que convierte la descripción en VHDL en un conjunto de componentes que pueden ser realizados en la tecnología seleccionada. Por ejemplo, con PLD se generan las ecuaciones en suma de productos. En ASIC genera una lista de compuertas y un netlist que especifica cómo estas compuertas son interconectadas. El diseñador puede ayudar a la herramienta de síntesis especificando requerimientos a la tecnología empleada, como el máximo número de niveles lógicos o la capacidad de salida que se requiere.
En el siguiente paso de ajuste (fiting) los componentes se ajustan a la capacidad del dispositivo que se utiliza. Para PLD esto significa que acopla las ecuaciones obtenidas con los elementos AND – OR que dispone el circuito. Para el caso de ASIC se dibujarían las compuertas y se definiría como conectarlas.
En el último paso se realiza la verificación temporal, ya que a esta altura es que se pueden calcular los elementos parásitos, como las capacidades de las conexiones.
Como en cualquier otro proceso creativo, puede ser que ocasionalmente se avance dos pasos hacia delante y uno hacia atrás (o peor).

## Estructura de programa
VHDL fue diseñado con base a los principios de la programación estructurada. La idea es definir la interfaz de un módulo de hardware mientras deja invisible sus detalles internos. La entidad (ENTITY) en VHDL es simplemente la declaración de las entradas y salidas de un módulo mientras que la arquitectura (ARCHITECTURE) es la descripción detallada de la estructura interna del módulo o de su comportamiento. En la siguiente figura se ilustra el concepto anterior. Muchos diseñadores conciben la Entity como una funda de la arquitectura dejando invisible los detalles de lo que hay dentro (architecture). Esto forma la base de un sistema de diseño jerárquico, la arquitectura de la entidad de más nivel (top level) puede usar otras entidades, dejando invisible los detalles de la arquitectura de la identidad de menos nivel. En la figura las entidades B, E y F no utilizan otras entidades. Mientras que la entidad A utiliza todas las demás. A la pareja entidad-arquitectura se la llama modelo.
En un fichero texto VHDL la entidad y la arquitectura se escriben separadas, por ejemplo a continuación se muestra un programa muy simple en VHDL de una compuerta de 2 entradas. Como otros programas, VHDL ignora los espacios y saltos de líneas.
Los comentarios se escriben con 2 guiones (--) y terminan al final de la línea. En la figura siguiente se muestra la estructura de un modelo en VHDL.
SINTAXIS PARA LA DECLARACIÓN DE LA ENTIDAD
VHDL define muchos caracteres especiales llamados “palabras reservadas”. Aunque las palabras reservadas no son sensibles a las mayúsculas o minúsculas, en el ejemplo que sigue las utilizaremos en mayúsculas y negrita para identificarlas.
```
ENTITY
 
Nombre_entidad
 
IS

PORT
 
(
 
Nombre
 
de
 
señal
:
 
modo
 
tipo
 
de
 
señal
;

               
.
 
.
 
.

              
Nombre
 
de
 
señal
:
  
modo
    
tipo
 
de
 
señal
 
)
 
;

END
 
nombre_entidad
 
;

```

Además de darle nombre a la entidad el propósito de la declaración es definir sus señales (o ports) de interfaz externa en su declaración de ports. Además de las palabras reservadas o claves ENTITY, IS, PORT and END, una ENTITY tiene los siguientes elementos.
- Nombre_entidad; es un identificador seleccionado por el usuario para seleccionar la entidad.
- Nombre de señal; es una lista de uno o más identificadores separados por una coma y seleccionados por el usuario para identificar las señales externas de la interfaz.
- MODO es una de las 4 siguientes palabras reservadas para indicar la dirección de la señal:

| Modo   | Descripción |
| ------ | --- |
| IN     | En este modo las señales solo entran en la entidad |
| OUT    | Las señales salen de la entidad |
| BUFFER | Este modo se utiliza para las señales que además de salir de la entidad pueden usarse como entradas realimentadas |
| INOUT  | Este modo se utiliza para señales bidireccionales. Se emplea en salida con tres estados. Se puede asignar como sustituto de los tres modos anteriores, pero no se aconseja pues dificulta la comprensión del programa. |

Cuando se omite el modo de una señal en la declaración de la entidad se sobreentiende que es de entrada.
- Tipo de señal; en VHDL, hay varios tipos de señales predefinidas por el lenguaje, tales como:

| TIPO             | Características |
| ---------------- | --- |
| BIT              | En este tipo las señales solo toman los valores de "1" y "0"                                                                   |
| Booleana         | En este tipo las señales solo toman los valores de True y False                                                                |
| Std_logic        | En este tipo las señales toman 9 valores, entre ellos tenemos: "1", "0", "Z" (para el 3.er estado), "-" (para los opcionales). |
| Integer          | En este tipo las señales toman valores enteros. Los 1 y los 0 se escriben sin “                                                |
| Bit_Vector       | En este tipo los valores de las señales son una cadena de unos y ceros. Ejemplo: “1000”                                        |
| Std_Logic_Vector | En este tipo los valores de las señales son una cadena de los nueve valores permisibles para el tipo std_logic.                |
| Character        | Contiene todos los caracteres ISO de 8 bits, donde los primeros 128 son los caracteres ASCII.                                  |

Ejemplo: “1-0Z”
	-231 + 1	231 - 1
Integer	-2 147 483 647	2 147 483 647
Bit	Character	Severity_level
Bit_vector	Integer	String
Boolean	Real	time
| Operadores |                                            |
| ---------- | ------------------------------------------ |
| Tipo       | Std_logic                                  |
| U          | Uninitialized (Sin inicializar)            |
| X          | Forcing Unknown (Forzar valor desconocido) |
| 0          | Forcing 0 (Forzar un cero)                 |
| 1          | Forcing 1 (Forzar un uno)                  |
| Z          | High Impedance (Alta impedancia)           |
| W          | Weak Unknown (Valor débil desconocido)     |
| L          | Weak 0 (Cero débil)                        |
| H          | Weak 1 (uno débil)                         |
| -          | Don’t care (Cualquier valor)               |

Este tipo es parte del paquete IEEE 1164
Además el usuario puede definir otros tipos de señales, lo que resulta muy conveniente en algunos casos, como en el diseño de máquinas de estados.
El lenguaje VHDL concede máxima importancia a los tipos de señales, no se admite realizar una asignación mezclando tipos diferentes.
Un PORT de una entidad y sus modos y tipos pueden ser vistos por otros módulos que la utilicen. La operación interna de la entidad está definida en la architecture cuya sintaxis general se muestra a continuación.
Ejemplo, escriba la declaración de la entidad para un circuito digital con dos entradas a y b y una salida F según se muestra en la siguiente figura.
```
ENTITY
 
ejemplo1
 
IS

PORT
 
(
 
a
,
 
b
 
:
 
IN
 
bit
;

                 
F
 
:
 
OUT
  
bit
 
);

END
 
ejemplo1
 
;

```

### Sintaxis para la definición de la arquitectura
La sintaxis para la declaración de la arquitectura es la siguiente (aparecen en mayúscula las palabras reservadas del lenguaje VHDL, pero esto no es necesario):
```
ARCHITECTURE
 
nombre_arquitectura
 
OF
 
nombre_entidad
 
IS

Declaración
 
de
 
tipos

Declaración
 
de
 
señales
.

Declaración
 
de
 
constantes

Declaración
 
de
 
componentes

Definición
 
de
 
funciones

Definición
 
de
 
procedimientos

BEGIN

Enunciado
 
concurrente

.
 
.
 
.
 

Enunciado
 
concurrente

END
 
nombre_arquitectura
;

```

Las declaraciones y definiciones que preceden al BEGIN, pueden estar presentes todas, algunas o ninguna. Esto depende del tipo de diseño que se esté realizando. No obstante la declaración de señales se utiliza mucho, pues contribuye entre otras cosas a la claridad del diseño.
Nombre_entidad es el nombre de su entidad.
Nombre_arquitectura es el nombre dado por el usuario a la arquitectura.
Las señales externas de la arquitectura son las declaradas en el port de la entidad, no obstante una arquitectura puede contener señales y otras declaraciones que solo existen localmente en esa arquitectura.
Declaraciones comunes a varias entidades pueden ser puestas en un “paquete” separado utilizado por todas las entidades. Las declaraciones en la arquitectura pueden aparecer en diferente orden, pero lo más usual es comenzar por la declaración de las señales.
Signal signal-name: signal-type
Variables en VHDL son similares a las señales excepto que ellas no tienen significado físico en el circuito. En el ejemplo anterior no se puso declaración de variables, ellas son usadas en funciones, procedimientos y procesos.
Todas las señales, variables y constantes en VHDL tienen asociadas un tipo, este especifica el conjunto de valores que el objeto puede tomar. También hay un conjunto de operadores tales como add, and etc, asociados con un tipo dado.

### Operadores en VHDL
En VHDL existen diferentes operadores entre los que tenemos:
Operadores		Definidos en VHDL para los tipos:
Lógicos	AND, OR, XOR, NOT, NAND, NOR, XNOR	Bit y Booleanos
De relación 	=, /=, <, >, >=, <=	Integer, Bit y Bit_Vector
Concatenación	&	Bit, Bit_Vector y para las cadenas
Aritméticos	+, -, *, /,
Mod, Rem, Abs, **	Integer*
Mod: Módulo de la división.
Rem: Resto de la división
Abs: valor absoluto.
- - exponentiation.

El WARP solo soporta multiplicar y dividir por 2.
Ejemplo: Escriba la definición de arquitectura para la entidad del ejemplo anterior.
```
ARCHITECTURE
 
and_2ent
 
OF
 
ejemplo1
 
IS

BEGIN

 
F
 
<=
 
a
 
AND
 
b
;

END
 
and_2ent
;

```

Otra forma de escribir el mismo ejemplo anterior es:
```
ARCHITECTURE
 
and_2ent
 
OF
 
ejemplo1
 
IS

BEGIN

 
F
 
<=
 
‘
1
’
 
WHEN
 
a
=
’
1
’
  
AND
 
b
=
’
1
’
 
ELSE

         
‘
0
’
;

END
 
and_2ent
;

```

Otra forma de escribir el mismo ejemplo anterior es:
```
ARCHITECTURE
 
and_2ent
 
OF
 
ejemplo1
 
IS

BEGIN

 
F
 
<=
 
‘
1
’
 
WHEN
 
a
=
’
1
’
  
AND
 
b
=
’
1
’
 
ELSE
  

         
‘
0
’
  
WHEN
 
a
=
’
0
’
  
AND
 
b
=
’
0
’
 
ELSE
  

         
‘
0
’
  
WHEN
 
a
=
’
0
’
  
AND
 
b
=
’
1
’
 
ELSE
  

         
‘
0
’
  
WHEN
 
a
=
’
1
’
  
AND
 
b
=
’
0
’
 
ELSE
  

         
‘
-
‘
;

  
END
 
and_2ent
;

```

Ejemplo; Realice el programa en VHDL de un circuito con dos entradas y una salida f. La entidad es la misma anterior, pero supongamos que la función que realiza el circuito es tal que la salida será 0 solo si las entradas son iguales (operación XOR).
```
ENTITY
 
ejemp2_3
 
IS
 
--Solo se cambia el nombre de la entidad

PORT
 
(
 
a
,
 
b
:
 
IN
 
bit
;

             
F
:
 
OUT
 
bit
);

END
 
ejem2_3
;

ARCHITECTURE
 
dos_ent
 
OF
 
ejem2_3
 
IS

BEGIN

f
 
<=
 
’
1
’
 
WHEN
 
a
 
/=
 
b
 
ELSE

        
‘
0
’
 
;

END
 
dos_ent
;

```

En VHDL lo que se escribe después de – es un comentario.
Asignaciones condicionales en VHDL.
En VHDL hay varias asignaciones que se realizan en forma condicionada. Analizaremos dos de ellas.
WITH...... SELECT.... WHEN..... OTHERS
WHEN..... ELSE
Ejemplo: Escriba en VHDL un fichero para obtener una compuerta NOR de dos entradas. Utilice señales tipo Boleana y asignaciones condicionales de la forma WHEN... ELSE.....
```
ENTITY
 
Boole_4
 
IS

PORT
 
(
 
a
,
 
b
:
 
IN
 
Boolean
;

                
Y
:
  
OUT
 
Bolean
);

END
 
Boole_4
;

ARCHITECTURE
 
Boole4_a
 
OF
 
Boole_4
 
IS

BEGIN

 
Y
 
<=
 
true
 
WHEN
 
a
 
=
 
false
 
and
 
b
 
=
 
false
 
ELSE

              
False
;

END
 
Bole4_a
;

```

Ejemplo: repita el diseño anterior, pero utilice asignaciones condicionales de la forma
WITH.. SELECT.. WHEN.. OTHERS
```
ENTITY
 
Boole_5
 
IS

PORT
 
(
 
a
,
 
b
:
 
IN
 
Boolean
;

                
Y
:
  
OUT
 
Bolean
);

END
 
Boole_5
;

ARCHITECTURE
 
Boole5_a
 
OF
 
Boole_5
 
IS

BEGIN

WITH
 
a
 
SELECT

 
Y
 
<=
 
false
 
WHEN
 
true
,

           
Not
 
b
 
WHEN
  
OTHERS
;

END
 
Bole5_a
;

```

Sintaxis para el trabajo con vectores.
Los vectores se describen como: a(3), a(2), a(1), a(0), siempre comenzando por 0.Cuando un vector se declara en orden descendente utilizando la palabra clave DOWNTO por ejemplo (3 DOWNTO 0), debemos interpretar que el MSB es a(3) y el LSB es a(0).
Si se declara (0 to 3), entonces el LSB es a(3) y el MSB es a(0).

### Bibliotecas
Una biblioteca en VHDL es un lugar en donde se guarda la información relacionada con un diseño determinado. Al comienzo de cada diseño el compilador crea automáticamente una biblioteca llamada WORK con este objetivo. Además de esta biblioteca particular existen otras bibliotecas de tipo general que contienen un conjunto de definiciones que pueden utilizarse en cualquier diseño. Un ejemplo de biblioteca general es la llamada Library IEEE, que contiene definiciones estándar para VHDL. Para utilizar una biblioteca general es necesario escribir su nombre al inicio del programa, por eso es muy común que en la primera línea de un diseño en VHDL aparezca escrito "Library IEEE", de esta forma dicha biblioteca se hace visible para el diseño.

### Paquetes
En los paquetes se guardan definiciones de tipos y objetos que pueden ser utilizados en los diferentes diseños que invoquen su utilización. Un paquete muy utilizado es el paquete estándar IEEE_STD_LOGIC_1164.ALL; La utilización de un paquete en un diseño se realiza invocando su empleo mediante la cláusula USE y el nombre del paquete. Por ejemplo USE IEEE_STD_LOGIC_1164.ALL;
La terminación ALL, permite utilizar todas las definiciones y objetos que contiene dicho paquete. Además del estándar, existen otros paquetes de utilización general y también los diseñadores que trabajan con VHDL pueden definir sus propios paquetes, lo que les permite reutilizar diseños realizados anteriormente como parte de nuevos diseños.
Sintaxis para la definición de paquetes.
La sintaxis para la definición de un paquete es la siguiente:
```
PACKAGE
 
nombre_paquete
 
IS

Declaración
 
de
 
tipos

Declaración
 
de
 
señales
.

Declaración
 
de
 
constantes

Declaración
 
de
 
componentes

Definición
 
de
 
funciones

Definición
 
de
 
procedimientos

END
 
nombre_paquete

PACKAGE
 
BODY
 
nombre_paquete
 
IS

Declaración
 
de
 
tipos

Declaración
 
de
 
constantes

Definición
 
de
 
funciones

Definición
 
de
 
procedimientos

END
 
nombre_paquete

```

Esta última parte que aparece entre los dos END, la relacionada con el cuerpo del paquete puede o no existir y en el caso de existir las declaraciones y definiciones contenidos en la misma son locales, visibles solo dentro del paquete, mientras que las declaraciones y definiciones contenidas en la primera parte del paquete son visibles para todos los diseños que los utilicen.
Sintaxis para la declaración de una componente en VHDL
```
COMPONENT
 
nombre_componente

PORT
 
(
 
Nombre
 
de
 
señal
:
 
modo
 
tipo
 
de
 
señal
;

                
...

             
Nombre
 
de
 
señal
:
  
modo
    
tipo
 
de
 
señal
);

END
 
COMPONENT
;

```

Extensión (Overload) de los operadores en VHDL
La validez de los operadores dados anteriormente se ha extendido a otros tipos para los que no estaban originalmente definidos. Por ejemplo el paquete estándar IEEE.Std_Logic_1164 define la extensión de los operadores lógicos para los tipos std_logic y Std_logic_Vector. Sin embargo la extensión de los operadores de relación y aritméticos para los tipos std_logic y std_logic_vector no están definidos en el paquete estándar sino en otro paquete llamado Work_Std_arith.
DISEÑO JERARQUICO EN VHDL
En VHDL un diseño puede utilizar componentes que son a su vez otros circuitos o sistemas más sencillos previamente diseñados. Esto constituye una gran ventaja pues facilita el trabajo en equipo y la distribución de tareas entre distintos grupos de diseñadores. A medida que se sube hacia el nivel de jerarquía máxima la arquitectura se hace más general mientras que en los niveles inferiores el grado de detalles es mayor. En la siguiente figura se muestra un esquema que ilustra los diferentes niveles jerárquicos.
Diseñe un CLC con tres entradas a, b y c y una salida T, que realice la función mostrada en la tabla siguiente:
Entradas	Salida
a	b	c	T
0	0	-	0
0	1	0	0
0	1	1	1
1	0	0	1
1	1	0	0
```
ENTITY
 
T
 
IS

PORT
 
(
a
,
b
,
c
:
 
IN
 
BIT
;

                        
T
:
 
OUT
 
BIT
);

END
 
T
;

ARCHITECTURE
 
T
 
OF
 
T
 
IS

BEGIN

  
T
 
<=
 
‘
1
’
  
WHEN
 
a
 
=
 
‘
0
’
  
AND
  
b
 
=
 
‘
1
’
    
AND
  
c
 
=
 
‘
1
’
   
ELSE

           
‘
1
’
  
WHEN
 
a
 
=
 
’
1
’
  
AND
  
b
 
=
 
‘
0
’
    
AND
  
c
 
=
 
‘
0
’
   
ELSE

           
‘
0
’
;

END
 
T
;

```

Ahora lo empaquetamos para poder utilizarlo en otro diseño:
```
PACKAGE
 
TPKG
 
IS

COMPONENT
 
T
 
-- El nombre del componente tiene que ser igual a la entidad que se empaqueta

PORT
 
(
a
,
b
,
c
:
 
IN
 
BIT
;

                 
T
:
 
OUT
 
BIT
);

END
 
COMPONENT
;

END
 
TPKG
;

```

## Ejemplos de programas
Para llevar a cabo un diseño en VHDL, se recomienda hacer uso de las librerías genéricas de la IEEE, para garantizar la flexibilidad del diseño a cualquier herramienta de compilación y síntesis, además en el diseño se tienen dos partes principales: la entidad es como una caja negra en la que se definen entradas y salidas pero no se tiene acceso al interior, y es lo que usa cuanto se reutiliza un diseño dentro de otro; la arquitectura, que es donde se describe el diseño de la forma que se ha visto antes. Otros elementos del lenguaje son las librerías, paquetes, funciones...

### Multiplexor
Este ejemplo simula un multiplexor de dos entradas. Es un ejemplo sencillo que muestra como describir un elemento a partir de su funcionamiento.
```
  
entity
 
MUX2a1
 
is

        
port
(
      
a
:
 
in
 
std_logic
;

                   
b
:
 
in
 
std_logic
;

                   
sel
:
 
in
 
std_logic
;

                   
z
:
 
out
 
std_logic
);

  
end
 
entity

  

  
architecture
 
dataflow
 
of
 
MUX2a1
 
is

        
begin

              
z
 
<=
 
a
 
when
 
sel
='0'
 
else
 
b
;

  
end
 
dataflow
;

```

Un ejemplo algo más complejo es el de un multiplexor de cuatro entradas. Este ejemplo trabaja con vectores para controlar la entrada activa a través de la entrada sel.
```
  
entity
 
MUX4a1
 
is

        
port
(
      
a
:
 
in
 
std_logic
;

                   
b
:
 
in
 
std_logic
;

                   
c
:
 
in
 
std_logic
;

                   
d
:
 
in
 
std_logic
;

                   
z
:
 
out
 
std_logic
;

                   
sel
:
 
in
 
std_logic_vector
(
1
 
downto
 
0
));

  
end
 
entity
;

  
architecture
 
dataflow
 
of
 
MUX4a1
 
is

        
begin

        
process
(
a
,
b
,
c
,
d
,
sel
)
 
begin

              
case
 
sel
 
is

                   
when
 
"00"
 
=>
 
z
 
<=
 
a
;

                   
when
 
"01"
 
=>
 
z
 
<=
 
b
;

                   
when
 
"10"
 
=>
 
z
 
<=
 
c
;

                   
when
 
"11"
 
=>
 
z
 
<=
 
d
;

              
end
 
case
;

        
end
 
process
;

  
end
 
dataflow
;

```

### Biestable
A continuación se muestra el proceso que describe un biestable D activado por el flanco de subida del reloj (CLK). Este biestable tiene una señal de reset asíncrona (RST). El dato D se guarda en el biestable hasta el siguiente flanco de subida del reloj.
```
  
entity
 
BIEST
 
is

  	
port
(
RST
:
 
in
 
std_logic
;
                       
-- Reset asincrono

  	     
CLK
:
 
in
 
std_logic
;
                       
-- Reloj

  	     
D
:
   
in
 
std_logic
;
                       
-- Dato de entrada

  	     
Q
:
   
out
 
std_logic
);
                     
-- Salida (dato guardado en el biestable)

  
end
 
BIEST
;

  
architecture
 
D
 
of
 
BIEST
 
is

  
begin
  

    
biest_D
 
:
 
process
(
RST
,
 
CLK
)

      
begin

      
if
 
RST
 
=
 
'1'
 
then
                               
-- Reset asincrono

        
Q
 
<=
 
'0'
;

      
elsif
 
CLK
'event
 
and
 
CLK
 
=
 
'1'
 
then
              
-- Condicion de reloj activo por flanco de subida

        
Q
 
<=
 
D
;

      
end
 
if
;

    
end
 
process
;

  
end
 
D
;

```

### Contador
Este es un ejemplo de un sistema que contará pulsos de un reloj digital (CLK) hasta llegar a 1000 y entonces volverá a empezar. La inicialización se consigue con un reset (RST).
```
  
library
 
IEEE
;
                                            
-- bibliotecas

  
use
 
ieee.std_logic_1164.
all
;

  
use
 
ieee.std_logic_unsigned.
all
;

  
entity
 
CONTADOR
 
is

  	
port
(
RST
:
 
in
 
std_logic
;

  	     
CLK
:
 
in
 
std_logic
;
                            
-- entradas

  	     
salida
:
 
inout
 
std_logic_vector
(
9
 
downto
 
0
));
  
-- salidas

  
end
 
entity
;

    

  
architecture
 
contador
 
of
 
contador
 
is
 

    
signal
 
aux
:
 
std_logic_vector
(
9
 
downto
 
0
);
              
-- señal auxiliar

  
begin

  	
process
 
(
CLK
,
RST
)
                                  
-- programación secuencial

  	
begin

  	   
if
 
RST
=
'1'
 
then
                                 
-- reset -> inicialización

                
aux
<=
(
others
=>
'0'
);

          
elsif
(
clk
'event
 
and
 
clk
=
'1'
)
 
then
                
-- flanco de reloj ascendente

  		
if
(
salida
=
"1111101000"
)
 
then
               
-- máxima cuenta

  			
aux
<=
(
others
=>
'0'
);
                 
-- vuelvo a comenzar

  		
else

  			
aux
<=
aux
+
1
;
                        
-- cuento uno más

  		
end
 
if
;

  	   
end
 
if
;
                      

  	
end
 
process
;

     
salida
<=
aux
;
                                        
-- saco la salida

  
end
 
contador
;

```

Después de compilar este programa habría que indicar a la herramienta encargada del diseño las restricciones oportunas para asignar las señales de entrada y salida a las patillas del chip donde se programará o bien usar este diseño dentro de otro.

#### Corrección Hamming
Ejemplo del código corrector de errores Hamming implementado en VHDL.
```
    
library
 
IEEE
;

    
use
 
IEEE.std_logic_1164.
all
;

    
use
 
IEEE.std_logic_unsigned.
all
;

     
entity
 
hamcorr
 
is

     
port
(

          
DU
:
 
in
 
STD_LOGIC_VECTOR
(
1
 
to
 
7
);

          
DC
:
 
out
 
STD_LOGIC_VECTOR
(
 
1
 
to
 
7
);

          
NOERROR
:
 
out
 
STD_LOGIC

     
);

     
end
 
hamcorr
;

     
architecture
 
hamcorr
 
of
 
hamcorr
 
is

       
function
 
syndrome
 
(
D
:
STD_LOGIC_VECTOR
)

                
return
 
STD_LOGIC_VECTOR
 
is

          
variable
 
SYN
:
 
STD_LOGIC_VECTOR
 
(
2
 
downto
 
0
);

          
begin

          
SYN
(
0
)
:=
 
D
(
1
)
 
xor
 
D
(
3
)
 
xor
 
D
(
5
)
 
xor
 
D
(
7
);

          
SYN
(
1
)
:=
 
D
(
2
)
 
xor
 
D
(
3
)
 
xor
 
D
(
6
)
 
xor
 
D
(
7
);

          
SYN
(
2
)
:=
 
D
(
4
)
 
xor
 
D
(
5
)
 
xor
 
D
(
6
)
 
xor
 
D
(
7
);

          
return
(
SYN
);

       
end
 
syndrome
;

      
begin

          
process
(
DU
)

          
variable
 
i
 
:
 
INTEGER
;

           
begin

               
DC
<=
DU
;

               
i
:=
CONV_INTEGER
(
syndrome
(
DU
));

               
if
 
i
=
0
 
then
 
NOERROR
 
<=
'1'
;

               
else
 
NOERROR
 
<=
'0'
;
 
DC
(
i
)
 
<=
not
 
DU
(
i
);
 
end
 
if
;

          
end
 
process
;

        
end
 
hamcorr
;

```

Con este código obtenemos la corrección de los errores de una palabra mediante Hamming.

### Control por PWM para un servomotor
Con el código siguiente, se muestra como controlar un servomotor comercial SG90 para una rotación de 0° a 180°.
```
LIBRARY
 
IEEE
;

USE
 
IEEE.STD_LOGIC_1164.
ALL
;

ENTITY
 
servomotor
 
IS

PORT
(

	
clk
,
 
pi
,
 
pf
:
 
IN
 
STD_LOGIC
;

	
control
:
 
OUT
 
STD_LOGIC

);

END
 
ENTITY
;

ARCHITECTURE
 
arq
 
OF
 
servomotor
 
IS

	
SIGNAL
 
clkl
:
 
STD_LOGIC
;

	
SIGNAL
 
contador
:
 
INTEGER
 
RANGE
 
0
 
TO
 
2500
:=
 
0
;

	
SIGNAL
 
valor
:
 
INTEGER
 
RANGE
 
0
 
TO
 
200
;

	
SIGNAL
 
conteo
:
 
INTEGER
 
RANGE
 
0
 
TO
 
200
;

	
SIGNAL
 
duty
:
 
INTEGER
 
RANGE
 
0
 
TO
 
200
:=
15
;

BEGIN

	
PROCESS
(
 
clk
 
)
BEGIN
	

		
IF
(
 
RISING_EDGE
(
 
clk
 
)
 
)
 
THEN

			
IF
(
 
contador
 
=
 
2500
)
 
THEN
	

				
contador
 
<=
 
0
;

				
clkl
 
<=
 
NOT
 
clkl
;

			
ELSE

				
contador
 
<=
 
contador
 
+
 
1
;

			
END
 
IF
;

		
END
 
IF
;

	
END
 
PROCESS
;

	

	
PROCESS
(
 
clkl
,
 
pi
,
 
pf
,
 
valor
 
)
 
BEGIN

		
IF
(
 
RISING_EDGE
(
 
clkl
 
)
 
)
 
THEN
	

			
IF
(
 
pi
 
=
 
'1'
 
)
 
THEN
 
-- valor para modular posición inicial

				
valor
 
<=
 
5
;

			
ELSIF
(
 
pf
 
=
 
'1'
 
)
 
THEN

				
valor
 
<=
 
24
;
 
-- valor para modular posición final

			
END
 
IF
;

		
END
 
IF
;

		
duty
 
<=
 
valor
;

	
END
 
PROCESS
;

	

	
PROCESS
(
 
clkl
 
)
BEGIN

		
IF
(
 
RISING_EDGE
(
 
clkl
 
)
 
)
 
THEN

			
IF
(
 
conteo
 
<=
 
duty
 
)
 
THEN

				
control
 
<=
 
'1'
;

			
ELSE

				
control
 
<=
 
'0'
;

			
END
 
IF
;

			

			
IF
(
 
conteo
 
=
 
200
 
)
 
THEN

				
conteo
 
<=
 
0
;

			
ELSE

				
conteo
 
<=
 
conteo
 
+
	 
1
;

			
END
 
IF
;

		
END
 
IF
;

	
END
 
PROCESS
;

	

END
 
ARCHITECTURE
;

```

### Emulación de ROM
Con el siguiente código funciona para emular una ROM que gurda los datos correspondientes a caracteres para desplegar el mensaje hola en un display de 7 segmentos.
```
LIBRARY
 
IEEE
;

USE
 
IEEE.STD_LOGIC_1164.
ALL
;

USE
 
IEEE.STD_LOGIC_UNSIGNED.
ALL
;

ENTITY
 
Rom
 
IS

PORT
(

	
bus_dir
:
 
IN
 
STD_LOGIC_VECTOR
(
 
1
 
DOWNTO
 
0
 
);

	
cs
:
 
IN
 
STD_LOGIC
;

	
bus_datos
:
 
OUT
 
STD_LOGIC_VECTOR
(
 
6
 
DONWTO
 
0
 
)

);

END
 
ENTITY
;

ARCHITECTURE
 
arq
 
OF
 
Rom
 
IS

	
CONSTANT
 
lh
:
 
STD_LOGIC_VECTOR
(
 
6
 
DOWNTO
 
0
 
)
 
:=
 
"0001001"
;

	
CONSTANT
 
l0
:
 
STD_LOGIC_VECTOR
(
 
6
 
DOWNTO
 
0
 
)
 
:=
 
"1000000"
;

	
CONSTANT
 
lL
:
 
STD_LOGIC_VECTOR
(
 
6
 
DOWNTO
 
0
 
)
 
:=
 
"1000111"
;

	
CONSTANT
 
la
:
 
STD_LOGIC_VECTOR
(
 
6
 
DONWTO
 
0
 
)
 
:=
 
"0001000"
;

	

	
TYPE
 
memoria
 
IS
 
ARRAY
(
 
3
 
DOWNTO
 
0
 
)
 
OF
 
STD_LOGIC_VECTOR
(
 
6
 
DOWNTO
 
0
 
);

	
CONSTANT
 
mem_rom
:
 
memoria
 
:=
(
 
la
,
 
ll
,
 
l0
,
 
lh
 
);

	

	
SIGNAL
 
dato
:
 
STD_LOGIC_VECTOR
(
 
6
 
DONWTO
 
0
 
);

	

BEGIN
 

	
prom
:
 
PROCESS
(
 
bus_dir
 
)
 
BEGIN
 

		
dato
 
<=
 
mem_rom
(
 
conv_integer
(
 
bus_dir
 
)
 
);

	

	
END
 
PROCESS
 
prom
;

	

	
pbuf
 
PROCESS
(
 
dato
,
 
cs
 
)
 
BEGIN

		
IF
(
 
cs
 
=
 
'1'
 
)
 
THEN

			
bus_datos
 
<=
 
dato
;

		
ELSE

			
bus_datos
 
<=
 
(
 
OTHERS
 
=>
 
'Z'
 
);

		
END
 
IF
;

	
END
 
PROCESS
 
pbuf
;

	

END
 
ARCHITECTURE
;

```

### Emulación RAM
El código siguiente muestra la lógica utilizada para crear una RAM de 3 datos cada uno de 3 bits.
```
library
 
ieee
;

use
 
ieee.std_logic_1164.
all
;

use
 
ieee.numeric_std.
all
;

entity
 
Ram
 
is

port
(
AddrWr
  
:
 
in
 
std_logic_vector
 
(
1
 
downto
 
0
);

	  
AddrRd
  
:
 
in
 
std_logic_vector
 
(
1
 
downto
 
0
);

	  
clkWr
   
:
 
in
 
std_logic
;

	  
clkRd
	 
:
 
in
 
std_logic
;

	  
WrEN
	 
:
 
in
 
std_logic
;

	  
dataIn
  
:
 
in
 
std_logic_vector
 
(
2
 
downto
 
0
);

	  
dataOut
 
:
 
out
 
std_logic_vector
 
(
2
 
downto
 
0
);

	  
ledcarga
:
 
out
 
std_logic
:=
'0'

);

end
 
entity
;

architecture
 
arq
 
of
 
Ram
 
is

	
type
 
matrix
 
is
 
array
 
(
0
 
to
 
3
)
 
of
 
std_logic_vector
 
(
2
 
downto
 
0
);

	
signal
 	    
memory
 
:
 
matrix
;

	
signal
 	 
dataInBuf
 
:
 
std_logic_vector
(
2
 
downto
 
0
);

	
signal
 
AddressWrite
 
:
 
std_logic_vector
(
1
 
downto
 
0
);

	
signal
  
AddressRead
 
:
 
std_logic_vector
(
1
 
downto
 
0
);

	

begin

	
--Acceso de escritura

	
process
 
(
clkWr
)
 
begin

		
if
(
clkWr
'event
 
and
 
clkWr
=
'1'
 
and
 
WrEn
=
'1'
)
 
then

					
dataInBuf
 
<=
 
dataIn
;

			
AddressWrite
 
<=
 
AddrWr
;

			
memory
(
to_integer
(
unsigned
(
AddressWrite
)))
 
<=
 
dataInbuf
;

			
ledcarga
 
<=
'1'
;
 

		
end
 
if
;

	
end
 
process
;

	
process
(
clkRd
)
 
begin

		
if
(
clkRd
'event
 
and
 
clkRd
=
'1'
)
then

			
AddressRead
 
<=
 
AddrRd
;

			
dataOut
 
<=
 
memory
(
to_integer
(
unsigned
(
AddressRead
)));

		
end
 
if
;

	
end
 
process
;

end
 
architecture
;

```

### Hola Mundo
El VHDL permite descripciones que no son sintetizables, es decir, que no se pueden implementar directamente en un circuito electrónico digital. Este tipo de descripciones son útiles en simulación.
Un ejemplo de este tipo de descripciones son las que incluyen mensajes que notifican al diseñador si se ha cumplido alguna condición durante la simulación.
El código siguiente mostraría el mensaje "hola mundo" durante la simulación:
```
  
use
 
std.textio.
all
;
                                 
-- bibliotecas

  

  
entity
 
hola
 
is

  
end
 
entity
 
hola
;

  

  
architecture
 
Wiki
 
of
 
hola
 
is

      
constant
 
mensaje
:
 
string
 
:=
 
"hola mundo"
;
       
-- el mensaje

  
begin
 

    
process
 
is
                                        
-- proceso -> secuencial

        
variable
 
L
:
 
line
;

    
begin

        
write
(
L
,
 
mensaje
);

        
writeline
(
output
,
 
L
);
                         
-- escribe todo lo anterior

        
wait
;

    
end
 
process
;
 

   
end
 
architecture
 
Wiki
;

```

Es importante señalar que esta descripción no es sintetizable en un circuito electrónico digital, y que la descripción equivalente en VHDL al programa Hola Mundo sería encender un led.

## Herramientas
- Warp
- Altera
- Xilinx
- ActiveVHDL
- GHDL (GNU)
- Max+Plus II
- Quartus II
- ModelSim/ISE
- Otros programas están incluyendo en sus últimas versiones la capacidad de programar FPGA usando sus propios lenguajes, pero también incluyen módulos en VHDL, por ejemplo Protel DXP, Labview o Matlab.

### Códigos de programa
- Open Cores
- vhdl.org
- Xess
- Diapositivas para enseñanza de VHDL

### Fabricantes de FPGA y de herramientas
- Actel ahora Microsemi
- Altera - Max Plus II, Quartus II
- Atmel
- Cypress
- Lattice
- QuickLogic
- Xilinx - ISE, Modelsim

### Fabricantes de herramientas
- Aldec-ActiveVHDL
- GHDL
- IEEE
- IEEE estándar 1164
- Sintaxis de la revisión del 93
- Synplicity. Herramientas de síntesis física y verificación de diseño
- Mentor Graphics. Herramientas de síntesis física, simulación y otras relacionadas con diseño microelectrónico, sistemas embebidos, diseño de PCB, etc.

- Datos: Q209455
- Multimedia: VHDL / Q209455